# Friedenskirche (Kassel)
Die Friedenskirche ist ein evangelisches Kirchengebäude im Kasseler Stadtteil Vorderer Westen. Sie ist die erste Predigtstätte der gleichnamigen Gemeinde der Friedenskirche Kassel.

## Friedenskirche

### Geschichte der Friedenskirche
In der zweiten Hälfte des 19. Jahrhunderts begann der jüdische Industrielle Sigmund Aschrott den heutigen Vorderen Westen, damals noch Hohenzollernviertel genannt, zu erschließen. Im Zuge der Gründung des neuen Stadtteils wurden auch Kirchen erbaut. Zuerst entstand 1889 die evangelische Adventskirche, dann 1901 die römisch-katholische Kirche St. Maria (ugs. Rosenkranzkirche) und später 1906 die evangelische Kreuzkirche. Die neubarocke Friedenskirche wurde von 1905 bis 1908 im mittleren Drittel der heutigen Friedrich-Ebert-Straße an der Ecke Elfbuchenstraße nach Plänen des Architekten Johannes Roth errichtet. Dieser hatte schon die Christuskirche in Bad Wilhelmshöhe entworfen. Die Grundsteinlegung erfolgte am 27. März 1906.
Die Kirchengemeinde der Friedenskirche gehörte ursprünglich zu den drei Personalgemeinden lutherischen Bekenntnisses in Kassel. Deren Pfarrer waren nicht für eine Parochie zuständig, also für den geographischen Bezirk, der um die Kirche herum liegt, sondern für die Menschen in der ganzen Stadt, die sich der lutherischen Konfession zugehörig fühlten.
Seit den so genannten „Verbesserungspunkten“, die Landgraf Moritz 1605 in der Landgrafschaft Hessen-Cassel durchsetzte, wurde das lutherische Bekenntnis gegenüber der reformierten Richtung zurückgedrängt. Dieser Unterschied spielt heute kaum noch eine Rolle für den Glauben und für das Leben der evangelischen Christen. Für die Menschen der damaligen Zeit war es aber von großer Bedeutung, ob sie z. B. das Abendmahl mit Hostien oder ungesäuertem Weißbrot feierten, ob in der Kirche ein Altar mit Kruzifix oder ein schwarz verhängter Tisch stand, ob Bilder und Schnitzwerke die Kirche zierten oder nicht. Die Lutheraner passten sich entweder der gemäßigt reformierten Praxis in Kassel an oder wanderten aus nach Hannover oder Thüringen, die von lutherischen Herrschern regiert wurden. Gottesdienste nach lutherischer Ordnung waren in Kassel verboten. Diejenigen, die ihr lutherisches Bekenntnis durchhielten, zogen sonntags ins benachbarte lutherische Dorf Spiekershausen an der Fulda, wenn sie einen lutherischen Gottesdienst oder gar Abendmahl feiern wollten. Während Landgraf Carl die aus Frankreich eingewanderten Hugenotten unterstützte und ihnen Wohnraum und die Möglichkeit zum Bau einer eigenen Kirche gab (Karlskirche 1710), mussten sich zugezogene Lutheraner den reformierten Gemeinden eingliedern, wenn sie z. B. in der Verwaltung tätig sein wollten.
Die Lage änderte sich für die Lutheraner mit Landgraf Friedrich I. (1676–1751), der durch seine Heirat mit Ulrike Eleonore von Schweden zum König von Schweden gekrönt wurde und damit auch die lutherische Konfession des schwedischen Königshauses annahm. 1730 trat Friedrich der I. die Nachfolge seines verstorbenen Vaters Landgraf Carl an, 1731 gewährte er den Lutheranern Kassels mit dem „Stockholmer Erlass“ freie Religionsausübung. Von nun an wurden in einem Privathaus lutherische Gottesdienste gefeiert, als erster Prediger der lutherischen Gemeinde wurde der Magister Friedrich Philipp Schlosser (1701–1742) bestellt, dessen Porträt eines unbekannten Meisters noch heute im Besitz der Friedenskirche ist.
Die lutherische Gemeinde wuchs und schon bald entstand der Wunsch nach dem Bau eines eigenen Gotteshauses, das am 27. April 1738 als Lutherische Kirche am Graben in der Bauform einer Querkirche eingeweiht werden konnte (1943 kriegszerstört). Nach der Auflage der reformierten Kirchenbehörde durfte es nur ein so genanntes Bethaus ohne Turm und Glocken sein, das sich in die Häuserfront am Graben unauffällig einpasste. Dafür war das Innere umso reicher und kunstvoller ausgestattet. Kostbare vasa sacra wurden durch die in Kassel ansässigen Silberschmieden gefertigt, die Kannen, die auf ihren Deckeln von einer Lutherstatue gekrönt sind, und die Abendmahlskelche sind heute noch bei der sonntäglichen Abendmahlsfeier der Friedenskirche in Gebrauch.

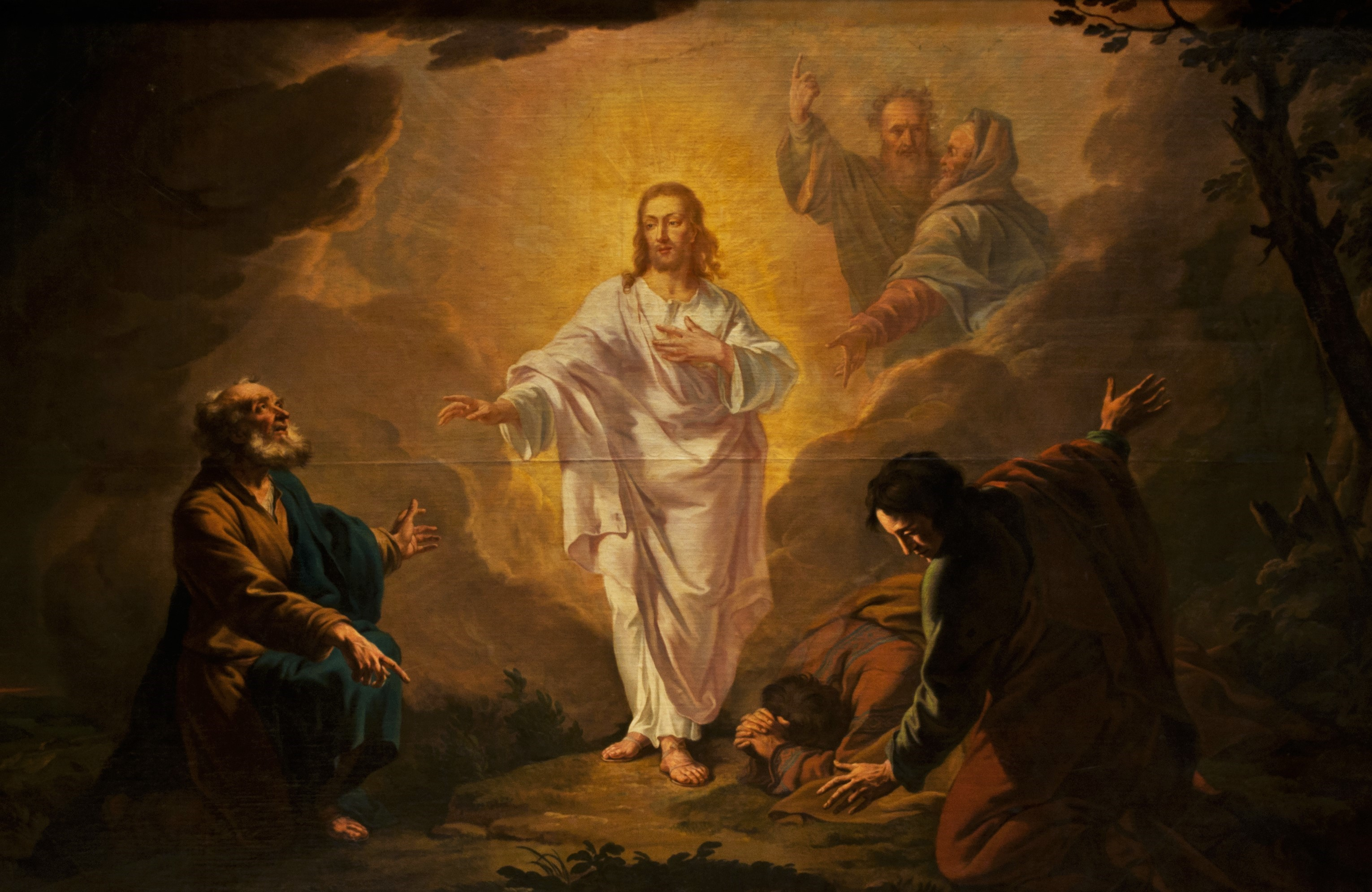
Tischbeins „Verklärung Christi“

Für die reformiert geprägte Kirchenlandschaft auffällig waren die Gemälde, die bei dem Hofmaler Johann Heinrich Tischbein d. Ä. in Auftrag gegeben wurden, unter anderem das große Gemälde der „Verklärung Christi“ (395 cm × 230 cm), das sich bis 2013 in der Lutherkirche befand und seitdem in der Kapelle auf dem Hauptfriedhof befindet, und ein Kreuzigungsbild Jesu, das in der Sakristei der Friedenskirche hängt. „Damit hatten sich Cassels Lutheraner einen Bilderschatz erworben, mit dem sie sich – im wahrsten Sinne des Wortes – sehen lassen konnten. Um ihre Gottesdienste und ihre Kirche schön zu gestalten, war ihnen nichts zu teuer. Dabei griffen sie nicht zu den Sternen, bedienten sich aber der besten einheimischen Künstler. Zugute kam ihnen dabei die Opferfreudigkeit ihrer Mitglieder, zu denen zunehmend solche gehörten, die es sich leisten konnten, reichlich zu spenden.“
1751 (oder 1758) wurde eine Orgel oberhalb der Kanzel installiert, obwohl die Erlaubnis des Konsistoriums nicht vorlag. Die Kirchenmusik spielte in der Gemeinde eine große Rolle. Der Hofkapellmeister und Komponist Louis Spohr gehörte mit seiner Familie zur lutherischen Gemeinde und wählte für die Aufführung seines Oratoriums „Die letzten Dinge“ am Karfreitag 1826 die Alte Lutherische Kirche am Graben. Die Veranstaltung, an der etwa 2000 Menschen teilnahmen, begründete eine Tradition jährlich stattfindender Karfreitagskonzerte. 1887 wurde ein lutherischer Kirchenchor gegründet, der ca. 100 aktive Mitglieder umfasste und ungefähr einmal monatlich in Gottesdiensten der eigenen Gemeinde sang.
Mit der Industrialisierung Kassels wuchs auch die Zahl der Lutheraner unaufhörlich, durch den großen Nachlass von Gottfried Ferdinand Fiedler, der 1863 der Gemeinde zugutekam, konnte der Neubau der Lutherkirche verwirklicht werden. 1897 wurde der im Stil der Neugotik errichtete und mit reichem ornamentalem Schmuck gezierte Kirchenraum eingeweiht, der nur unwesentlich kleiner als die benachbarte Martinskirche war.
Mit der Ausbreitung der Stadt um die Jahrhundertwende gen Westen hin wurde 1908 der Bau der Friedenskirche verwirklicht, sozusagen die Enkeltochter der Alten Lutherischen Gemeinde am Graben. Zu den Lutheranern zählten einige höhere Beamte und gutbürgerlich situierte Personen, die in Villen am Brasselsberg oder in Wilhelmshöhe oder in den neuen Häusern des Hohenzollernviertels wohnten. „Man wollte erreichen, dass zum Prinzip der Personalgemeinde bei den Lutheranern zunehmend das Prinzip der Parochialgemeinde kam.“ Von daher ist es verständlich, dass die Gemeinden Wehlheiden und Wilhelmshöhe im Jahr 1903 gegen den Neubau der Friedenskirche protestierten, weil sie ein zu dichtes Zusammenstehen der Kirchen befürchteten, zumal die Kreuzkirche erst noch gebaut werden sollte.
Gegen diese Bedenken wurde die Kirche durch den Kasseler Architekten Johannes Roth erbaut und am 4. Juni 1908 eingeweiht. Wie einigen Kirchen dieser Entstehungszeit wurde ihr nach Johannes 14,27 der Name „Friedenskirche“ beigelegt.
Im Laufe der folgenden Jahre spielte der Bekenntnisunterschied zwischen lutherisch und reformiert immer weniger eine Rolle, stattdessen wurde die einfache Bezeichnung „evangelisch“ immer geläufiger. 1930 traten die drei lutherischen Kirchen der kirchlichen und verwaltungsgemäßen Einheit bei, so dass sie gleichberechtigt zur kurhessischen Landeskirche und ihre Pfarrer zur Kasseler Pfarrkonferenz gehörten. Der lutherische Bekenntnisstand blieb aber erhalten. So wurde auch das so genannte „lutherische Statut“ nicht außer Kraft gesetzt, nach dem die Gemeinde das bleibende Recht der Pfarrerwahl besitzt und die Kirchenvorstände einen Laienvorsitzenden wählen können.
Nach dem Zweiten Weltkrieg wurden die Kriegsschäden nur notdürftig behoben. Diese unzureichende Behebung der Schäden und akustische Mängel gaben Anlass zur Neugestaltung des Innenraumes in den 1960er Jahren. Eine weitere Umgestaltung erfolgte in den Jahren 1998 und 1999 durch den Münchener Restaurator Rolf-Gerhard Ernst. Sowohl das Abendmahlgemälde rechts des Altars als auch das Gemälde links des Altars stammen von Dietrich Stalmann.

### Orgel
1992 erhielt die Friedenskirche eine neue Orgel, erbaut von der Orgelbauwerkstatt Werner Bosch. Sie steht auf der Empore hinter dem Kirchenaltar. Das Instrument hat 41 Register auf drei Manualen und Pedal. Die Spieltrakturen sind mechanisch, die Registertrakturen elektrisch.
| I Rückpositiv C–g3 |             |        |
| 1.                 | Holzgedackt | 8′     |
| 2.                 | Quintade    | 8′     |
| 3.                 | Principal   | 4′     |
| 4.                 | Nasard      | 2 ⁄3′  |
| 5.                 | Principal   | 2′     |
| 6.                 | Terz        | 1 3⁄5′ |
| 7.                 | Larigot     | 1 ⁄3′  |
| 8.                 | Scharff III | 1′     |
| 9.                 | Cromorne    | 8′     |
|                    | Tremulant   |        |

| II Hauptwerk C–g3 |             |       |
| 10.               | Großgedackt | 16′   |
| 11.               | Principal   | 8′    |
| 12.               | Doppelflöte | 8′    |
| 13.               | Gambe       | 8′    |
| 14.               | Oktave      | 4′    |
| 15.               | Rohrflöte   | 4′    |
| 16.               | Quinte      | 2 ⁄3′ |
| 17.               | Superoctave | 2′    |
| 18.               | Mixtur IV-V | 1 ⁄3′ |
| 19.               | Cornett V   |       |
| 20.               | Trompete    | 8′    |

| III Schwellwerk C–g3 |                  |       |
| 21.                  | Bourdon          | 16′   |
| 22.                  | Flûte harmonique | 8′    |
| 23.                  | Cor de nuit      | 8′    |
| 24.                  | Salicional       | 8′    |
| 25.                  | Voix céleste II  | 8′    |
| 26.                  | Streichprincipal | 4′    |
| 27.                  | Flûte octaviante | 4′    |
| 28.                  | Octavin          | 2′    |
| 29.                  | Plein jeu IV-V   | 2 ⁄3′ |
| 30.                  | Hautbois         | 8′    |
| 31.                  | Vox humaine      | 8′    |
| 32.                  | Clairon          | 4′    |
|                      | Tremulant        |       |

| Pedal C–f1 |              |       |
| 33.        | Principalbaß | 16′   |
| 34.        | Subbaß       | 16′   |
| 35.        | Principal    | 8′    |
| 36.        | Gedacktflöte | 8′    |
| 37.        | Octave       | 4’    |
| 38.        | Mixtur III   | 2 ⁄3′ |
| 39.        | Posaune      | 16′   |
| 40.        | Trompete     | 8′    |
| 41.        | Zink         | 4′    |

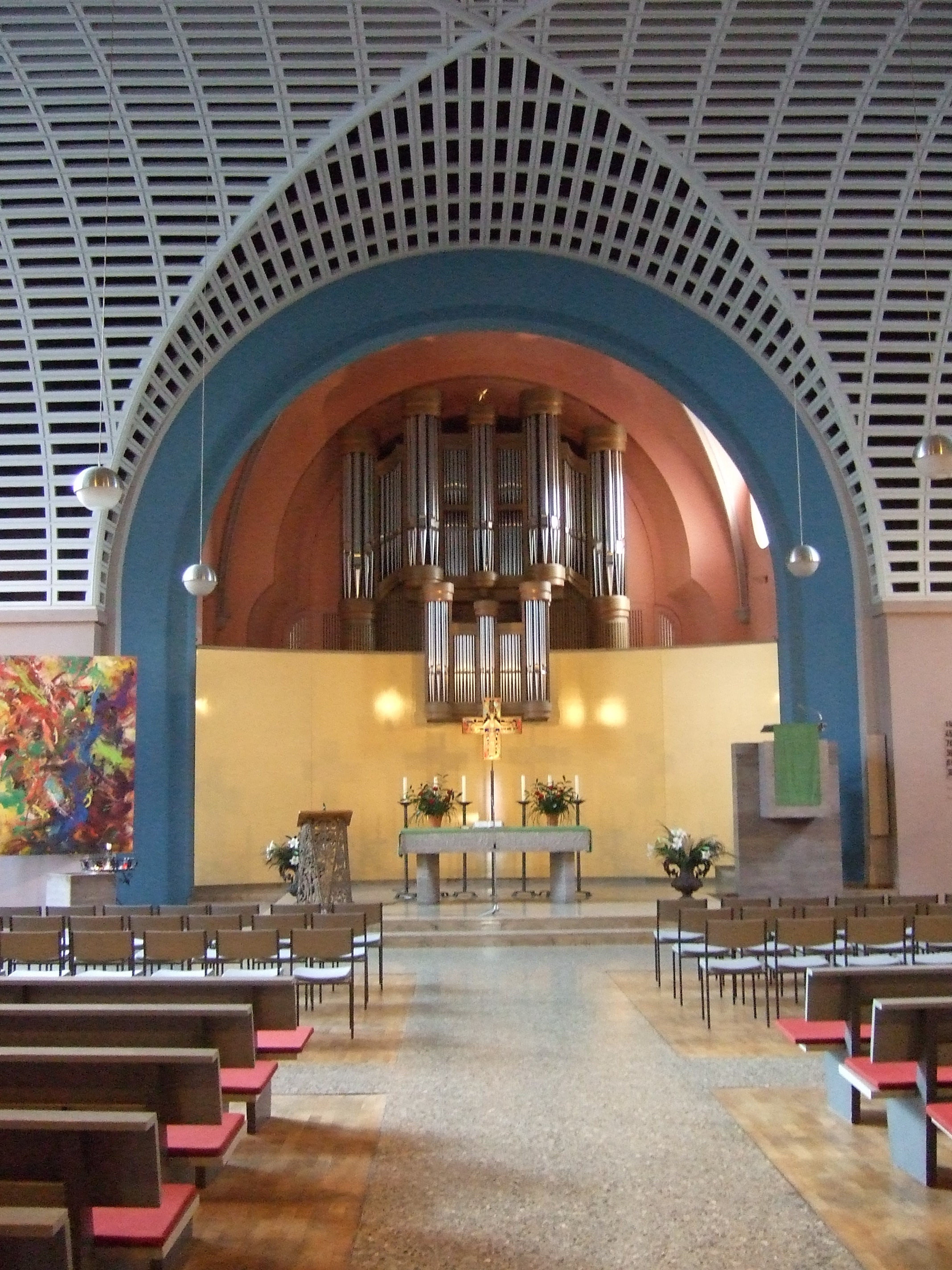
Altarraum mit der neuen Orgel

- Koppeln: I/II, III/II, I/P, II/P, III/P, III 4’/P
- Nebenregister: Zimbelstern
- Spielhilfen: Setzeranlage.

Die alte, nicht mehr genutzte Orgel befindet sich auf der Empore über dem Eingangsbereich.

### Glocken
Die Kassler Friedenskirche verfügt über ein dreistimmiges Glockengeläut. Die Stahlglocken wurden 1907 vom Bochumer Verein gegossen und konnten wegen des Materials den Beschlagnahmen während beider Weltkriege entgehen. Sie klingen mit den Schlagtönen c‘, es‘ und ges‘ und tragen, auf alle drei Glocken verteilt, als Inschrift den Lobpreis der Engel aus der Weihnachtsgeschichte (Lukas 2,14): „Ehre sei Gott in der Höhe“ – „Friede auf Erden“ – „Den Menschen ein Wohlgefallen“. 

### Standort der Friedenskirche
Das Kirchengebäude liegt an der Friedrich-Ebert-Straße Ecke Elfbuchenstraße. Gegenüber dem Kirchenportal befindet sich die gleichnamige Haltestelle. An dieser verkehren die Straßenbahnlinien 4 (Hessisch Lichtenau – Mattenberg) und 8 (Hessenschanze – Kaufungen Papierfabrik) sowie die Buslinie 27 (Ihringshäuser Straße – Lohfelden Gewerbegebiet) der KVG. Westlich des Gotteshauses liegt das Gemeindehaus der Friedenskirche. Direkt vor der Friedenskirche befindet sich ein Denkmal Der Stuhl zu Ehren von Karl Marx, welches von der Künstlerin Hildegard Jaeckel im Jahre 1989 entworfen wurde und dann vom Verein Kassel-West e. V. mit Spenden aus der Bevölkerung aufgekauft wurde, um den jetzigen Standort dauerhaften zu sichern.

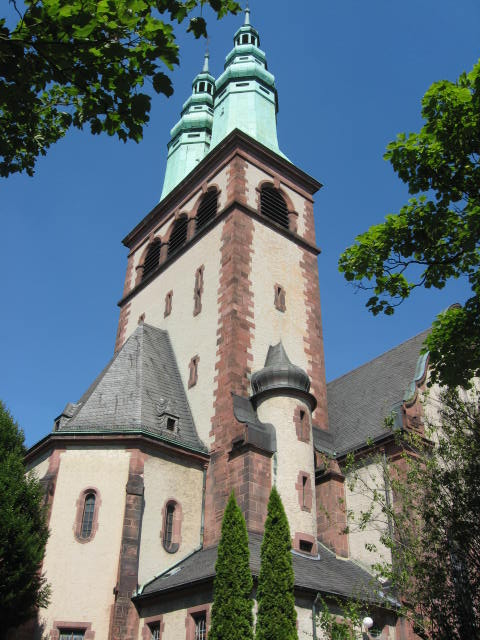
Die Friedenskirche von Westen
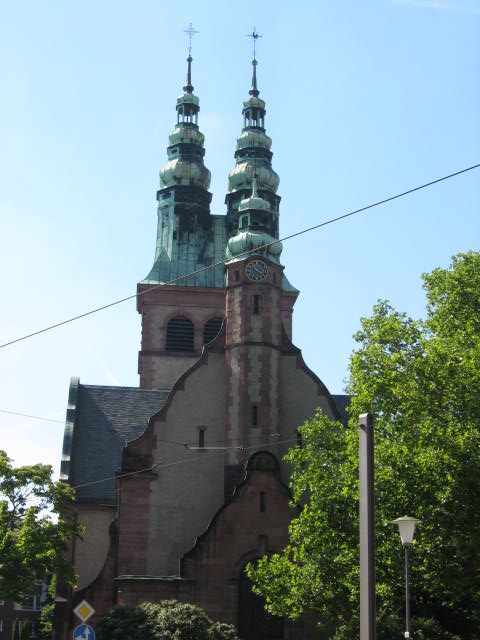
Die Friedenskirche von Osten
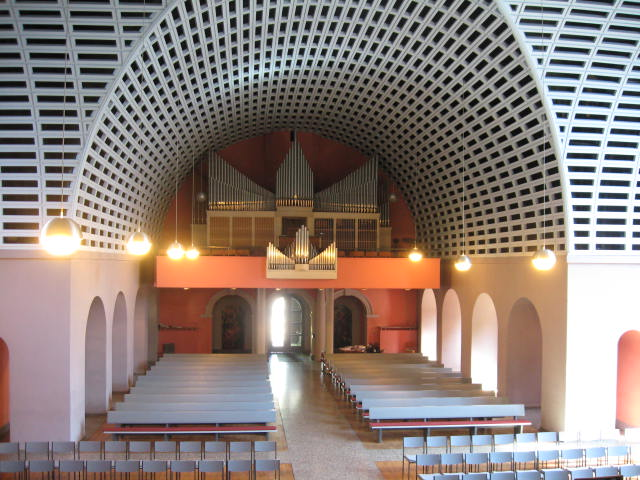
Mittelschiff mit der alten Orgel
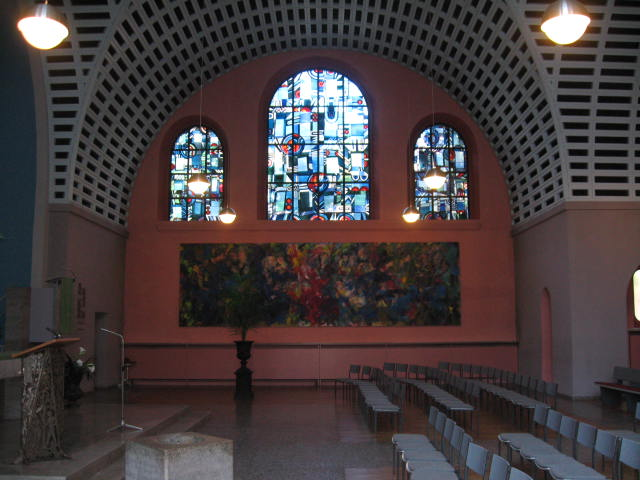
Nördlicher Teil des Querhauses
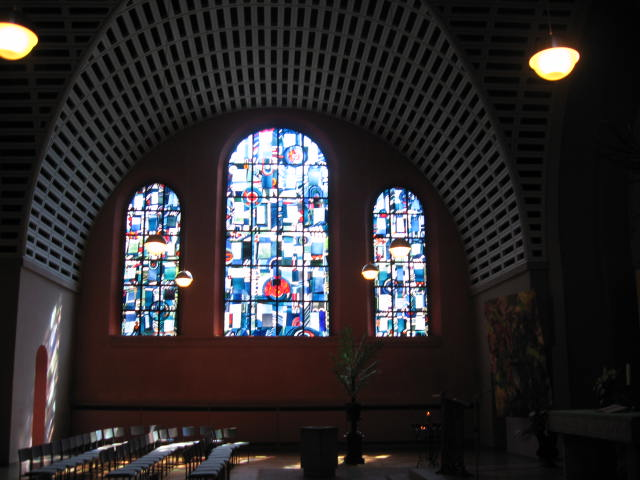
Südlicher Teil des Querhauses
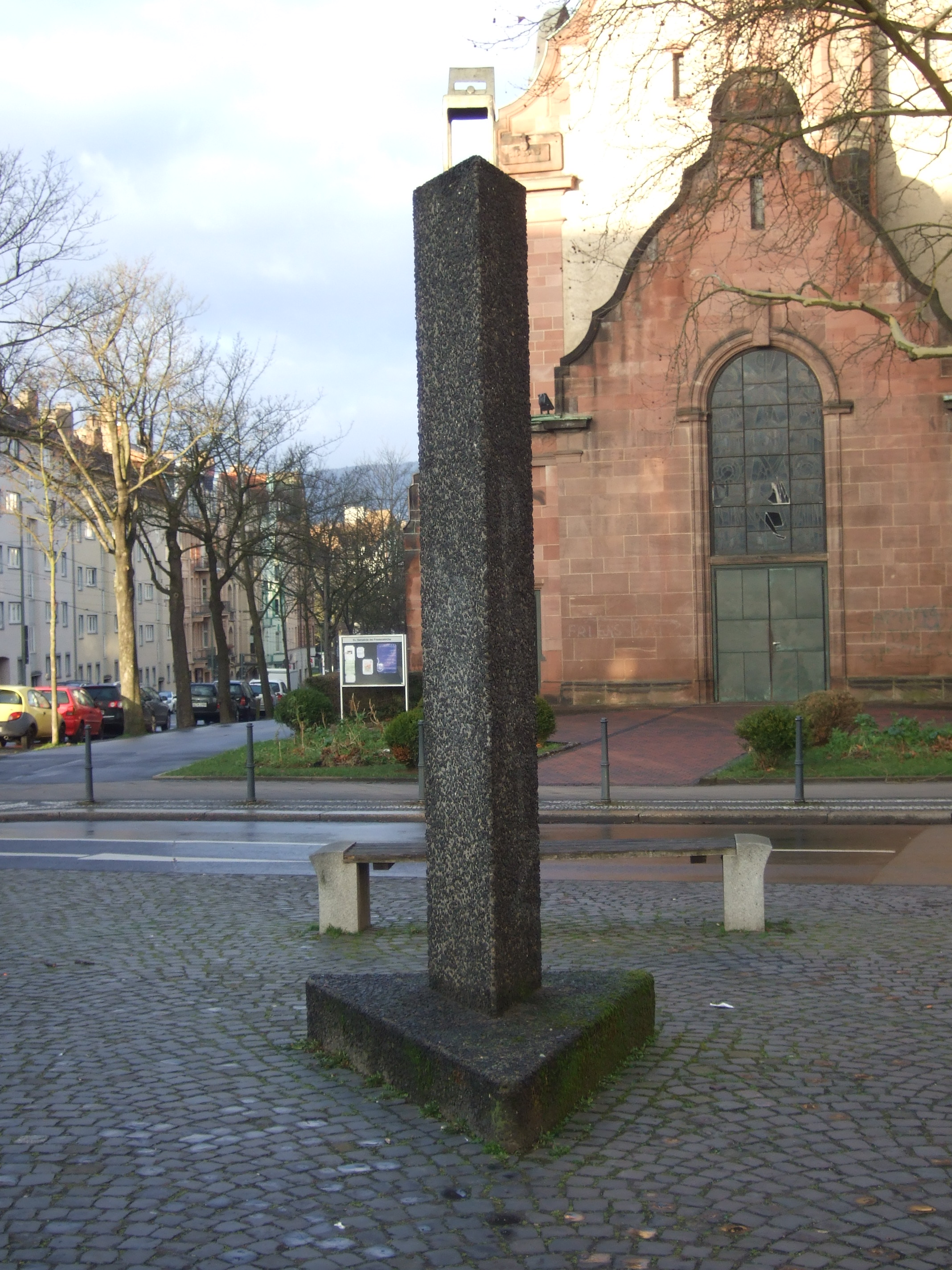
Karl Marx Denkmal Der Stuhl von Hildegard Jaeckel

## Apostelkapelle
Die Apostelkapelle in Kasseler Stadtteil Vorderer Westen gehört ebenfalls zur Evangelischen Gemeinde der Friedenskirche Kassel und ist ihre zweite Predigtstätte. Das 1967 erbaute Gebäude liegt im Aschrottpark. 1986 erhielt die Kapelle ihre Orgel vom dänischen Hersteller Marcussen & Søn. Über dem Altar hängt ein Schnitzwerk des Bildhauers Hermann Pohl. Wie auch in der Friedenskirche wurden hier sonntäglich Gottesdienste gefeiert. Im Januar 2022 wurden die regelmäßigen Gottesdienste der eigenen Gemeinde eingestellt; weiterhin nutzt aber die Rumänisch-orthodoxe Gemeinde Kassel die Kapelle für ihre Gottesdienste mit (seit 2014).

## Evangelische Gemeinde der Friedenskirche
Die Gemeinde der Friedenskirche umfasste im Jahr 2006 rund 4200 Mitglieder und gehört zum Kirchenkreis Kassel-Stadt. Das knapp anderthalb Quadratkilometer große Gebiet der Gemeinde wird im Westen, Nordwesten und Norden durch die vom Bahnhof Kassel-Wilhelmshöhe zum Kasseler Hauptbahnhof führenden Eisenbahngleise begrenzt. Die südliche Grenze ist fast identisch mit dem Verlauf der Wilhelmshöher Allee vom Bahnhof Kassel-Wilhelmshöhe bis zum Kirchweg. Im Osten reicht die Gemeinde bis zur Querallee. Die Nachbargemeinden sind im Norden die Petrus-Gemeinde (ehemals: Kirchditmold und Paul-Gerhardt), im Osten die Gemeinde der Kreuzkirche, im Süden die Gemeinde Wehlheiden mit der Adventskirche, die nur knapp 250 Meter Luftlinie entfernt von der Friedenskirche liegt, und im Westen die Christuskirche.
Die Gemeinde der Friedenskirche verfügt über zwei Pfarrstellen, die jeweils für einen Pfarrbezirk zuständig sind. Die erste Pfarrstelle für den östlichen Bezirk der Friedenskirche und die zweite für den westlichen Bezirk der Apostelkapelle. Für jede Pfarrstelle gibt es ein Pfarrhaus. Das Pfarramt 2 für die Apostelkapelle steht am Ende der Friedrich-Ebert-Straße, das Pfarramt 1 für die Friedenskirche steht in der Olgastraße.